# Kommunalwahlen in Namibia 2004
Die Kommunalwahlen in Namibia 2004 fanden am 14. Mai 2004 in allen kommunalen Verwaltungen in Namibia statt.

## Wahlergebnisse
- SWAPO: 169
- COD: 34
- DTA: 34
- UDF: 26
- NUDO: 9
- RP: 7
- Sonst.: 9

Anmerkung: Trend gegenüber der vorherigen Wahl 1998.

### Arandis
| Partei    | Stimmen | Stimmenanteil | Sitze |
| --------- | ------- | ------------- | ----- |
| SWAPO     | 753 ▲   | 62,2 % ▼      | 4 ▼   |
| UDF       | 295 ▲   | 24,4 % ▲      | 2 ▲   |
| CoD       | 139     | 11,5 %        | 1     |
| DTA       | 16 ▼    | 1,3 % ▼       | 0 ▬   |
| ungültig  | 7 ▲     | 0,6 % ▲       |       |
| Insgesamt | 1210 ▲  | 100 %         | 7     |

### Aranos
| Partei    | Stimmen | Stimmenanteil | Sitze |
| --------- | ------- | ------------- | ----- |
| SWAPO     | 733 ▲   | 60,9 % ▲      | 3 ▬   |
| DTA       | 234 ▼   | 19,5 % ▼      | 1 ▼   |
| RP        | 182     | 15,1 %        | 1     |
| CoD       | 40      | 3,3 %         | 0     |
| ungültig  | 13 ▲    | 1,1 % ▼       |       |
| Insgesamt | 1202 ▲  | 100 %         | 5 ▼   |

### Aroab
| Partei    | Stimmen | Stimmenanteil | Sitze |
| --------- | ------- | ------------- | ----- |
| DTA       | 276 ▲   | 38,4 % ▼      | 2 ▼   |
| CoD       | 242     | 33,7 %        | 2     |
| SWAPO     | 185 ▲   | 25,8 % ▼      | 1 ▼   |
| ungültig  | 15 ▲    | 2,1 % ▼       |       |
| Insgesamt | 718 ▲   | 100 %         | 5 ▼   |

### Berseba
| Partei    | Stimmen | Stimmenanteil | Sitze |
| --------- | ------- | ------------- | ----- |
| SWAPO     | 230 ▲   | 55,2 % ▲      | 3 ▼   |
| DTA       | 99 ▼    | 23,7 % ▼      | 3 ▼   |
| CoD       | 61      | 14,6 %        | 1     |
| NUDO      | 21      | 5,0 %         | 0     |
| ungültig  | 6 ▲     | 1,4 % ▲       |       |
| Insgesamt | 417 ▲   | 100 %         | 5 ▼   |

### Bethanie
| Partei    | Stimmen | Stimmenanteil | Sitze |
| --------- | ------- | ------------- | ----- |
| DTA       | 307 ▲   | 49,9 % ▲      | 3 ▬   |
| SWAPO     | 299 ▼   | 48,6 % ▼      | 2 ▼   |
| ungültig  | 9 ▲     | 1,5 % ▲       |       |
| Insgesamt | 615 ▲   | 100 %         | 5 ▼   |

### Eenhana
| Partei    | Stimmen | Stimmenanteil | Sitze |
| --------- | ------- | ------------- | ----- |
| SWAPO     | 1236 ▲  | 96,3 % ▼      | 7 ▬   |
| DTA       | 31 ▲    | 2,4 % ▼       | 0 ▬   |
| ungültig  | 16 ▲    | 1,2 % ▲       |       |
| Insgesamt | 1283 ▲  | 100 %         | 7     |

### Gibeon
| Partei    | Stimmen | Stimmenanteil | Sitze |
| --------- | ------- | ------------- | ----- |
| CoD       | 410     | 49,8 %        | 2     |
| SWAPO     | 337 ▲   | 32,8 % ▼      | 2 ▼   |
| DTA       | 169 ▼   | 16,4 % ▼      | 1 ▼   |
| NUDO      | 87      | 8,5 %         | 0     |
| ungültig  | 26 ▲    | 2,5 % ▲       |       |
| Insgesamt | 1029 ▲  | 100 %         | 5 ▼   |

### Gobabis
| Partei                        | Stimmen | Stimmenanteil | Sitze |
| ----------------------------- | ------- | ------------- | ----- |
| SWAPO                         | 3068 ▲  | 58,2 % ▲      | 4 ▲   |
| Gobabis Residents Association | 1031 ▲  | 19,6 % ▼      | 1 ▼   |
| DTA                           | 520 ▲   | 9,9 % ▼       | 1 ▬   |
| NUDO                          | 365     | 6,9 %         | 1     |
| CoD                           | 238     | 4,5 %         | 0     |
| ungültig                      | 51 ▲    | 0,9 % ▬       |       |
| Insgesamt                     | 5273 ▲  | 100 %         | 7     |

### Gochas
| Partei    | Stimmen | Stimmenanteil | Sitze |
| --------- | ------- | ------------- | ----- |
| SWAPO     | 266 ▲   | 48,6 % ▼      | 2 ▼   |
| CoD       | 160     | 29,3 %        | 2     |
| DTA       | 112 ▲   | 20,5 % ▼      | 1 ▼   |
| ungültig  | 9 ▲     | 1,6 % ▲       |       |
| Insgesamt | 547 ▲   | 100 %         | 5 ▼   |

### Grootfontein
| Partei    | Stimmen | Stimmenanteil | Sitze |
| --------- | ------- | ------------- | ----- |
| SWAPO     | 2064 ▲  | 61,5 % ▼      | 4 ▼   |
| CoD       | 663     | 19,7 %        | 1     |
| RP        | 213     | 6,3 %         | 1     |
| DTA       | 201 ▼   | 5,9 % ▼       | 1 ▼   |
| NUDO      | 200     | 5,9 %         | 0     |
| ungültig  | 16 ▲    | 0,5 % ▼       |       |
| Insgesamt | 3357 ▲  | 100 %         | 7     |

### Henties Bay
| Partei                           | Stimmen | Stimmenanteil | Sitze |
| -------------------------------- | ------- | ------------- | ----- |
| SWAPO                            | 656 ▲   | 37,8 % ▲      | 3 ▲   |
| Civic Association of Henties Bay | 624     | 35,9 %        | 3     |
| UDF                              | 293 ▲   | 16,9 % ▲      | 1 ▬   |
| DTA                              | 88 ▼    | 5,1 % ▼       | 0 ▼   |
| CoD                              | 64      | 3,7 %         | 0     |
| ungültig                         | 10 ▼    | 0,6 % ▲       |       |
| Insgesamt                        | 1735 ▲  | 100 %         | 7     |

### Kalkrand
| Partei    | Stimmen | Stimmenanteil | Sitze |
| --------- | ------- | ------------- | ----- |
| SWAPO     | 237 ▲   | 47,9 % ▼      | 2 ▼   |
| CoD       | 180     | 36,4 %        | 2     |
| DTA       | 72 ▼    | 14,5 % ▼      | 1 ▼   |
| ungültig  | 6 ▼     | 1,2 % ▼       |       |
| Insgesamt | 495 ▲   | 100 %         | 5 ▼   |

### Kamanjab
| Partei    | Stimmen | Stimmenanteil | Sitze |
| --------- | ------- | ------------- | ----- |
| UDF       | 262 ▲   | 41,5 % ▼      | 2 ▼   |
| SWAPO     | 257 ▲   | 40,7 % ▲      | 2 ▬   |
| DTA       | 56 ▼    | 8,9 % ▼       | 1 ▼   |
| CoD       | 43      | 6,8 %         | 0     |
| ungültig  | 14 ▲    | 2,2 % ▲       |       |
| Insgesamt | 632 ▲   | 100 %         | 5 ▼   |

### Karasburg
| Partei    | Stimmen | Stimmenanteil | Sitze |
| --------- | ------- | ------------- | ----- |
| SWAPO     | 1040 ▲  | 67,9 % ▲      | 5 ▲   |
| CoD       | 290     | 18,9 %        | 1     |
| DTA       | 179 ▼   | 11,7 % ▼      | 1 ▼   |
| ungültig  | 22 ▲    | 1,4 % ▲       |       |
| Insgesamt | 1531 ▲  | 100 %         | 7     |

### Karibib
| Partei    | Stimmen | Stimmenanteil | Sitze |
| --------- | ------- | ------------- | ----- |
| SWAPO     | 583 ▲   | 43,4 % ▼      | 3 ▼   |
| UDF       | 388 ▲   | 28,9 % ▲      | 2 ▲   |
| CoD       | 212     | 15,8 %        | 1     |
| DTA       | 69 ▼    | 5,1 % ▼       | 1 ▬   |
| NUDO      | 64      | 4,8 %         | 0     |
| ungültig  | 27 ▲    | 2,0 % ▲       |       |
| Insgesamt | 1343 ▲  | 100 %         | 7     |

### Katima Mulilo
| Partei                                  | Stimmen | Stimmenanteil | Sitze |
| --------------------------------------- | ------- | ------------- | ----- |
| SWAPO                                   | 3182 ▲  | 65,4 % ▲      | 5 ▬   |
| CoD                                     | 725     | 14,9 %        | 1     |
| RP                                      | 364     | 7,5 %         | 1     |
| Katima Alliance Development Association | 354     | 7,3 %         | 0     |
| DTA                                     | 177 ▼   | 3,6 % ▼       | 0 ▼   |
| ungültig                                | 66 ▲    | 1,4 % ▲       |       |
| Insgesamt                               | 4868 ▲  | 100 %         | 7     |

### Keetmanshoop
| Partei    | Stimmen | Stimmenanteil | Sitze |
| --------- | ------- | ------------- | ----- |
| SWAPO     | 2284 ▲  | 47,7 % ▲      | 3 ▬   |
| CoD       | 1174    | 24,5 %        | 2     |
| DTA       | 751 ▲   | 15,7 % ▼      | 1 ▼   |
| RP        | 285     | 5,9 %         | 1     |
| UDF       | 223 ▲   | 4,7 % ▼       | 0 ▬   |
| ungültig  | 72 ▲    | 1,5 % ▲       |       |
| Insgesamt | 4789 ▲  | 100 %         | 7     |

### Khorixas
| Partei    | Stimmen | Stimmenanteil | Sitze |
| --------- | ------- | ------------- | ----- |
| UDF       | 1540 ▲  | 53,9 % ▼      | 4 ▲   |
| SWAPO     | 1071 ▲  | 37,5 % ▲      | 3 ▬   |
| CoD       | 156     | 5,5 %         | 0     |
| DTA       | 83 ▼    | 2,9 % ▼       | 0 ▼   |
| ungültig  | 7 ▼     | 0,2 % ▼       |       |
| Insgesamt | 2857 ▲  | 100 %         | 7     |

### Koës
| Partei    | Stimmen | Stimmenanteil | Sitze |
| --------- | ------- | ------------- | ----- |
| SWAPO     | 450 ▲   | 67,2 % ▲      | 3 ▬   |
| DTA       | 160 ▼   | 23,9 % ▼      | 1 ▼   |
| RP        | 53      | 7,9 %         | 1     |
| ungültig  | 7 ▼     | 1,0 % ▼       |       |
| Insgesamt | 670 ▲   | 100 %         | 5 ▼   |

### Leonardville
| Partei    | Stimmen | Stimmenanteil | Sitze |
| --------- | ------- | ------------- | ----- |
| SWAPO     | 218 ▲   | 47,5 % ▼      | 2 ▼   |
| DTA       | 176 ▲   | 38,3 % ▲      | 2 ▲   |
| NUDO      | 56      | 12,2 %        | 1     |
| ungültig  | 9 ▼     | 1,9 % ▼       |       |
| Insgesamt | 459 ▲   | 100 %         | 5 ▼   |

### Lüderitz
| Partei    | Stimmen | Stimmenanteil | Sitze |
| --------- | ------- | ------------- | ----- |
| SWAPO     | 3710 ▲  | 87,4 % ▲      | 6 ▬   |
| DTA       | 464 ▲   | 10,9 % ▼      | 1 ▬   |
| ungültig  | 72 ▲    | 1,7 % ▲       |       |
| Insgesamt | 4246 ▲  | 100 %         | 7     |

### Maltahöhe
| Partei    | Stimmen | Stimmenanteil | Sitze |
| --------- | ------- | ------------- | ----- |
| SWAPO     | 534 ▲   | 63,8 % ▼      | 3 ▼   |
| CoD       | 153     | 18,3 %        | 1     |
| DTA       | 144 ▲   | 17,2 % ▼      | 1 ▼   |
| ungültig  | 3 ▼     | 0,4 % ▼       |       |
| Insgesamt | 837 ▲   | 100 %         | 5 ▼   |

### Mariental
| Partei    | Stimmen | Stimmenanteil | Sitze |
| --------- | ------- | ------------- | ----- |
| SWAPO     | 2050 ▲  | 64,7 % ▲      | 5 ▲   |
| CoD       | 628     | 19,8 %        | 1     |
| DTA       | 398 ▼   | 12,6 % ▼      | 1 ▼   |
| NUDO      | 92      | 2,9 %         | 0     |
| ungültig  | 0 ▼     | 0,0 % ▼       |       |
| Insgesamt | 3168 ▲  | 100 %         | 7     |

### Okahandja
| Partei    | Stimmen | Stimmenanteil | Sitze |
| --------- | ------- | ------------- | ----- |
| SWAPO     | 2543 ▲  | 55,0 % ▲      | 4 ▬   |
| CoD       | 594     | 12,9 %        | 1     |
| NUDO      | 556     | 12,0 %        | 1     |
| UDF       | 477 ▲   | 10,3 % ▲      | 1 ▲   |
| DTA       | 220 ▼   | 4,8 % ▼       | 0 ▼   |
| RP        | 136     | 16,8 %        | 0     |
| ungültig  | 94 ▲    | 2,1 % ▲       |       |
| Insgesamt | 4620 ▲  | 100 %         | 7     |

### Okakarara
| Partei    | Stimmen | Stimmenanteil | Sitze |
| --------- | ------- | ------------- | ----- |
| NUDO      | 770     | 45,1 %        | 3     |
| SWAPO     | 534 ▲   | 31,2 % ▲      | 2 ▲   |
| DTA       | 394 ▼   | 23,1 % ▼      | 2 ▼   |
| ungültig  | 7 ▲     | 0,4 % ▼       |       |
| Insgesamt | 1709 ▲  | 100 %         | 7     |

### Omaruru
| Partei                        | Stimmen | Stimmenanteil | Sitze |
| ----------------------------- | ------- | ------------- | ----- |
| SWAPO                         | 911 ▲   | 40,0 % ▲      | 3 ▲   |
| UDF                           | 584 ▲   | 25,7 % ▼      | 2 ▬   |
| NUDO                          | 306     | 13,5 %        | 1     |
| Omaruru Residents Association | 176 ▲   | 7,7 % ▼       | 1 ▬   |
| DTA                           | 158 ▼   | 6,9 % ▼       | 0 ▼   |
| CoD                           | 107     | 4,7 %         | 0     |
| ungültig                      | 33 ▲    | 1,5 % ▲       |       |
| Insgesamt                     | 2275 ▲  | 100 %         | 7     |

### Ondangwa
| Partei    | Stimmen | Stimmenanteil | Sitze |
| --------- | ------- | ------------- | ----- |
| SWAPO     | 3818 ▲  | 89,9 % ▲      | 7 ▲   |
| CoD       | 220     | 5,2 %         | 0     |
| DTA       | 135 ▲   | 3,2 % ▼       | 0 ▼   |
| ungültig  | 72 ▲    | 1,7 % ▬       |       |
| Insgesamt | 4245 ▲  | 100 %         | 7     |

### Ongwediva
| Partei    | Stimmen | Stimmenanteil | Sitze |
| --------- | ------- | ------------- | ----- |
| SWAPO     | 3492 ▲  | 94,9 % ▲      | 7 ▲   |
| DTA       | 117 ▲   | 3,2 % ▼       | 0 ▼   |
| ungültig  | 71 ▲    | 1,9 % ▲       |       |
| Insgesamt | 3680 ▲  | 100 %         | 7     |

### Opuwo
| Partei    | Stimmen | Stimmenanteil | Sitze |
| --------- | ------- | ------------- | ----- |
| SWAPO     | 615 ▲   | 33,5 % ▼      | 2 ▬   |
| DTA       | 538 ▲   | 29,3 % ▼      | 2 ▼   |
| CoD       | 396     | 21,6 %        | 2     |
| NUDO      | 259     | 14,1 %        | 1     |
| ungültig  | 26 ▲    | 1,4 % ▲       |       |
| Insgesamt | 1834 ▲  | 100 %         | 7     |

### Oshakati
| Partei    | Stimmen | Stimmenanteil | Sitze |
| --------- | ------- | ------------- | ----- |
| SWAPO     | 4980 ▲  | 87,3 % ▲      | 6 ▬   |
| CoD       | 300     | 5,3 %         | 1     |
| DTA       | 256 ▲   | 4,5 % ▼       | 0 ▼   |
| ungültig  | 170 ▲   | 2,9 % ▲       |       |
| Insgesamt | 5706 ▲  | 100 %         | 7     |

### Otavi
| Partei                      | Stimmen | Stimmenanteil | Sitze |
| --------------------------- | ------- | ------------- | ----- |
| SWAPO                       | 1607 ▲  | 88,2 % ▲      | 5 ▲   |
| CoD                         | 128     | 7,0 %         | 0     |
| Otavi Residents Association | 86 ▼    | 4,7 % ▼       | 0 ▼   |
| ungültig                    | 0 ▼     | 0,0 % ▼       |       |
| Insgesamt                   | 1821 ▲  | 100 %         | 5 ▼   |

### Otjiwarongo
| Partei                            | Stimmen | Stimmenanteil | Sitze |
| --------------------------------- | ------- | ------------- | ----- |
| SWAPO                             | 2524 ▲  | 52,4 % ▼      | 4 ▬   |
| UDF                               | 860 ▲   | 17,8 % ▲      | 1 ▬   |
| Otjiwarongo Residents Association | 480     | 9,9 %         | 1     |
| CoD                               | 306     | 6,3 %         | 1     |
| NUDO                              | 291     | 6,0 %         | 0     |
| DTA                               | 233 ▼   | 4,8 % ▼       | 0 ▼   |
| ungültig                          | 126 ▲   | 2,6 % ▲       |       |
| Insgesamt                         | 4820 ▲  | 100 %         | 7     |

### Outjo
| Partei    | Stimmen | Stimmenanteil | Sitze |
| --------- | ------- | ------------- | ----- |
| SWAPO     | 902 ▲   | 35,8 % ▼      | 2 ▼   |
| UDF       | 837 ▲   | 33,2 % ▲      | 2 ▲   |
| CoD       | 274     | 10,9 %        | 1     |
| RP        | 271     | 10,8 %        | 1     |
| DTA       | 208 ▼   | 8,3 % ▼       | 1 ▼   |
| ungültig  | 26 ▲    | 1,0 % ▲       |       |
| Insgesamt | 2518 ▲  | 100 %         | 7     |

### Rehoboth
| Partei                           | Stimmen | Stimmenanteil | Sitze |
| -------------------------------- | ------- | ------------- | ----- |
| SWAPO                            | 4778 ▲  | 64,9 % ▲      | 5 ▲   |
| DTA                              | 919 ▲   | 12,5 % ▼      | 1 ▼   |
| CoD                              | 760     | 10,3 %        | 1     |
| Rehoboth Rate Payers Association | 604 ▼   | 8,2 % ▼       | 0 ▼   |
| ungültig                         | 127 ▲   | 1,7 % ▼       |       |
| Insgesamt                        | 7354 ▲  | 100 %         | 7     |

### Rundu
| Partei    | Stimmen | Stimmenanteil | Sitze |
| --------- | ------- | ------------- | ----- |
| SWAPO     | 6964 ▲  | 79,0 % ▼      | 6 ▬   |
| CoD       | 1016    | 11,5 %        | 1     |
| DTA       | 607 ▼   | 6,9 % ▼       | 0 ▼   |
| ungültig  | 223 ▲   | 2,5 % ▲       |       |
| Insgesamt | 8810 ▲  | 100 %         | 7     |

### Stampriet
| Partei    | Stimmen | Stimmenanteil | Sitze |
| --------- | ------- | ------------- | ----- |
| SWAPO     | 340 ▲   | 63,7 % ▲      | 3 ▼   |
| CoD       | 146     | 27,3 %        | 1     |
| DTA       | 45 ▼    | 8,4 % ▼       | 1 ▼   |
| ungültig  | 3 ▼     | 0,6 % ▼       |       |
| Insgesamt | 534 ▲   | 100 %         | 5 ▼   |

### Swakopmund
| Partei                           | Stimmen | Stimmenanteil | Sitze |
| -------------------------------- | ------- | ------------- | ----- |
| SWAPO                            | 5184 ▲  | 57,3 % ▲      | 6 ▬   |
| UDF                              | 1505 ▲  | 16,7 % ▲      | 2 ▲   |
| Swakopmund Residents Association | 1064 ▲  | 11,8 % ▼      | 1 ▬   |
| CoD                              | 595     | 6,6 %         | 1     |
| DTA                              | 318 ▼   | 3,5 % ▼       | 0 ▼   |
| NUDO                             | 293     | 3,2 %         | 0     |
| ungültig                         | 78 ▲    | 0,9 % ▼       |       |
| Insgesamt                        | 9037 ▲  | 100 %         | 10 ▲  |

### Tses
| Partei    | Stimmen | Stimmenanteil | Sitze |
| --------- | ------- | ------------- | ----- |
| SWAPO     | 221 ▲   | 47,9 % ▲      | 3 ▲   |
| DTA       | 128 ▼   | 27,8 % ▼      | 1 ▼   |
| CoD       | 94      | 20,4 %        | 1     |
| UDF       | 18 ▼    | 3,9 % ▼       | 0 ▼   |
| ungültig  | 0 ▼     | 0,0 % ▼       |       |
| Insgesamt | 461 ▲   | 100 %         | 5 ▼   |

### Tsumeb
| Partei    | Stimmen | Stimmenanteil | Sitze |
| --------- | ------- | ------------- | ----- |
| SWAPO     | 2714 ▲  | 64,2 % ▼      | 5 ▼   |
| CoD       | 737     | 17,1 %        | 1     |
| UDF       | 447 ▲   | 10,4 % ▲      | 1 ▲   |
| NUDO      | 269     | 6,3 %         | 0     |
| DTA       | 105 ▼   | 2,4 % ▼       | 0 ▼   |
| ungültig  | 27 ▲    | 0,6 % ▼       |       |
| Insgesamt | 4299 ▲  | 100 %         | 7     |

### Uis
| Partei    | Stimmen | Stimmenanteil | Sitze |
| --------- | ------- | ------------- | ----- |
| UDF       | 345 ▲   | 52,4 % ▼      | 3 ▼   |
| SWAPO     | 243 ▲   | 36,9 % ▲      | 2 ▲   |
| CoD       | 53      | 8,1 %         | 0     |
| DTA       | 11 ▼    | 3,1 % ▼       | 0 ▼   |
| ungültig  | 5 ▲     | 0,8 % ▲       |       |
| Insgesamt | 658 ▲   | 100 %         | 5 ▼   |

### Usakos
| Partei    | Stimmen | Stimmenanteil | Sitze |
| --------- | ------- | ------------- | ----- |
| SWAPO     | 750 ▲   | 46,8 % ▲      | 3 ▬   |
| CoD       | 388     | 24,2 %        | 2     |
| UDF       | 373 ▲   | 23,3 % ▼      | 2 ▼   |
| DTA       | 76 ▼    | 4,7 % ▼       | 0 ▼   |
| ungültig  | 14 ▲    | 0,9 % ▲       |       |
| Insgesamt | 1601 ▲  | 100 %         | 7     |

### Walvis Bay
| Partei    | Stimmen | Stimmenanteil | Sitze |
| --------- | ------- | ------------- | ----- |
| SWAPO     | 6179 ▲  | 78,8 % ▼      | 8 ▬   |
| DTA       | 722 ▲   | 9,2 % ▼       | 1 ▼   |
| CoD       | 625     | 7,9 %         | 1     |
| NUDO      | 253     | 3,2 %         | 0     |
| ungültig  | 67 ▲    | 0,9 % ▬       |       |
| Insgesamt | 7846 ▲  | 100 %         | 10    |

### Windhoek
| Partei                                                       | Stimmen  | Stimmenanteil | Sitze |
| ------------------------------------------------------------ | -------- | ------------- | ----- |
| SWAPO                                                        | 28.680 ▲ | 62,7 % ▼      | 10 ▼  |
| CoD                                                          | 4481     | 9,8 %         | 1     |
| NUDO                                                         | 3570     | 7,8 %         | 1     |
| DTA                                                          | 2683 ▼   | 5,9 % ▼       | 1 ▼   |
| UDF                                                          | 1727 ▲   | 3,8 % ▲       | 1 ▲   |
| RP                                                           | 1544     | 3,4 %         | 1     |
| LCA                                                          | 1305 ▼   | 2,9 % ▼       | 0 ▼   |
| Ada-Gui Senior Citizens and Destitute Children’s Association | 1081     | 2,4 %         | 0     |
| ungültig                                                     | 689 ▲    | 1,5 % ▲       |       |
| Insgesamt                                                    | 45.760 ▲ | 100 %         | 15 ▲  |

### Witvlei
| Partei    | Stimmen | Stimmenanteil | Sitze |
| --------- | ------- | ------------- | ----- |
| SWAPO     | 273     | 51,2 %        | 3     |
| NamDMC    | 186     | 34,9 %        | 2     |
| UDF       | 52      | 9,8 %         | 0     |
| DTA       | 21      | 3,9 %         | 0     |
| ungültig  | 1       | 0,2 %         |       |
| Insgesamt | 533     | 100 %         | 7     |